# Поречье (Сонковский район)
Поречье — село в Сонковском районе Тверской области России, входит в состав Койского сельского поселения.

## География
Село находится на берегу реки Корожечна в 10 км на северо-запад от центра поселения села Кой и в 15 км на юго-восток от районного центра Сонково.

## История

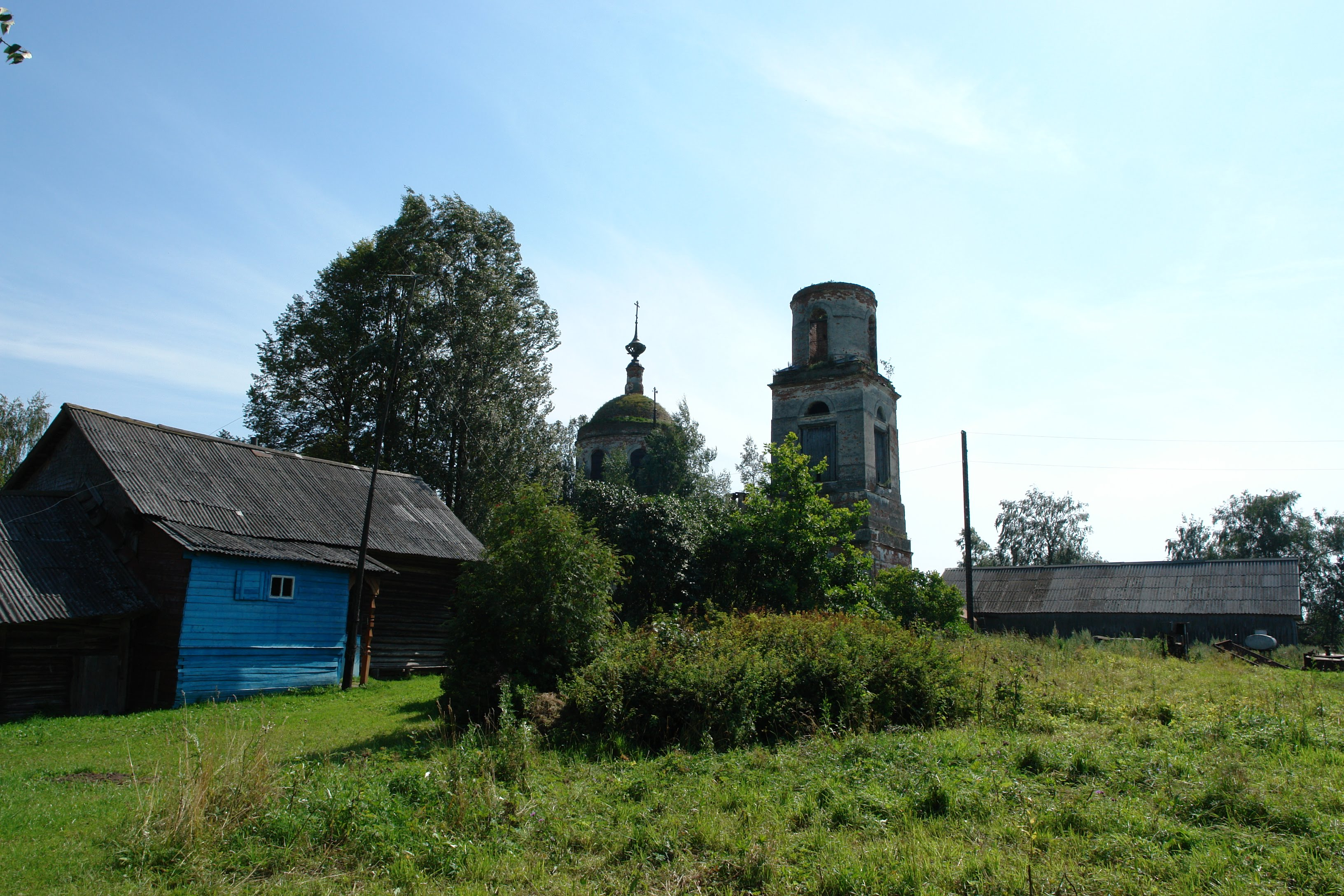
Церковь Вознесения Господня. 2008 год

В 1847 году в селе была построена каменная Вознесенская церковь с 4 престолами, метрические книги с 1785 года. 
В конце XIX — начале XX века село входило в состав Койской волости Кашинского уезда Тверской губернии. 
С 1929 года село являлось центром Пореченского сельсовета Сонковского района Бежецкого округа Московской области, с 1935 года — в составе Калининской области, с 1994 года — центр Пореченского сельского округа, с 2005 года — в составе Койского сельского поселения.
В годы советской власти в селе располагалась центральная усадьба колхоза "Ударник".

## Население
| 1859 | 1889 | 1997 | 2002 | 2010 |
| ---- | ---- | ---- | ---- | ---- |
| 263  | ↘240 | ↘103 | ↘96  | ↘95  |

## Инфраструктура
В селе имеются фельдшерско-акушерский пункт, отделение почтовой связи.

## Достопримечательности
В деревне расположена недействующая Церковь Вознесения Господня (1847).